# Dniepr (rakieta)
Dniepr (ukr. Дніпро, ros. Днепр) – ukraińsko-rosyjska rakieta nośna będąca zmodyfikowanym wycofanym z użytku pociskiem balistycznym R-36M2 (oznaczenie NATO: SS-18 SATAN). Usługi transportowe tą rakietą oferuje firma ISC Kosmotras.

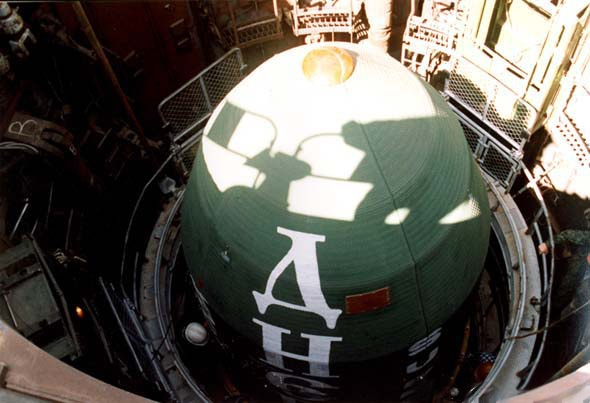
Rakieta Dniepr w silosie startowym

O komercyjnym zastosowaniu około 150 pocisków R-36M i R-36M2, mających zostać zniszczonych do 2007 na mocy układu START II, myślano już od lat 90. XX wieku. Pierwsze wersje rozważane do użytku cywilnego i komercyjnego (Frakht, Lift) posiadały jeszcze pojemniki MIRV. Pierwszą oferowaną wersją była oznaczona jako RS-20K „Konwersija” – pocisk prawie nie zmieniony. Pod nazwą „Dniepr” opracowano silnie zmodyfikowaną wersję rakiety mającej startować z platform startowych i używać mieszanki nafta-ciekły tlen. Zainteresowanie nią było jednak minimalne. Nazwę „Dniepr” przejęła więc prawie niezmieniona rakieta R-36M2 wystrzeliwana tradycyjnie, czyli z silosów.
Zanim pocisk wszedł do użytku cywilnego, rosyjskie Strategiczne Siły Rakietowe wystrzeliły ponad 160 rakiet typu „Dniepr”. Ich bezawaryjność sięgała wtedy 97%.
Aby zwiększyć nośność rakiety, kosztem wielkości i masy ładunku, opracowuje się dla niego 4. i 5. człon o wspólnej nazwie SpaceTug. Umożliwi on osiąganie wyższych orbit, nawet międzyplanetarnych.

## Chronologia startów
1. 21 kwietnia 1999, 04:59:12 GMT; s/n 6703542509; miejsce startu: Bajkonur (LC109/95), Kazachstan
Ładunek: UoSAT-12; Uwagi: start udany
2. 26 września 2000, 10:05:00 GMT; s/n ?; miejsce startu: Bajkonur (LC109/95), Kazachstan
Ładunek: Tiungsat 1, MegSat 1, UniSat, SaudiSat 1A, SaudiSat 1B; Uwagi: start udany
3. 20 grudnia 2002, 17:00:00 GMT; s/n ?; miejsce startu: Bajkonur (LC109/95), Kazachstan
Ładunek: LatinSat 1, LatinSat 1, SaudiSat 1S, UniSat 2, Rubin 2; Uwagi: start udany
4. 29 czerwca 2004, 06:30:06 GMT; s/n ?; miejsce startu: Bajkonur (LC109/95), Kazachstan
Ładunek: LatinSat C, LatinSat D, DEMETER, SaudiComSat 1, SaudiComSat 2, SaudiSat 2, UniSat 3, AO-51; Uwagi: start udany
5. 23 sierpnia 2005, 21:09:59 GMT; s/n ?; miejsce startu: Bajkonur (LC109/95), Kazachstan
Ładunek: Kirari, Reimei; Uwagi: start udany
6. 12 lipca 2006, 14:53:36 GMT; s/n ?; miejsce startu: Dombarowskij, Rosja
Ładunek: Genesis I; Uwagi: start udany
7. 26 lipca 2006, 19:43:05 GMT; s/n ?; miejsce startu: Bajkonur, Kazachstan
Ładunek: BiełKA, Baumanets, UniSat 4, PICPOT, Illinois Observing Nanosatellite, SACRED, KUTESat, ICECube 1, ICECube 2, RINCON, SEEDS, HAUSAT 1, NCUBE 1, MEROPE, CalPoly 1, CalPoly 2 AeroCube 1, Mea Huaka'i; Uwagi: start nieudany – z powodu nienormalnej pracy pompy hydraulicznej czwartej komory spalania 1. członu rakiety, jej silniki zostały wyłączone w 73,89 sekundy po starcie, po przekroczeniu granicznego odchylenia od toru lotu. Szczątki rakiety spadły ok. 150 km na południe od kosmodromu, powodując skażenie niezamieszkanego terenu. Kazachstan domagał się 330 mln USD odszkodowania. W efekcie zmieniono procedury startowe, aby uniknąć powtórzenia się podobnego wypadku.
8. 17 kwietnia 2007, 06:46 GMT; s/n ?; miejsce startu: Bajkonur, Kazachstan
Ładunek: Egyptsat 1, Saudisat-3, Saudicomsat-3-7, AKS-1, AKS-2, Aerocube-2, Polysat 3, Polysat 4, CSTB-1, MAST, CAPE-1, Libertad 1; Uwagi: start udany
9. 15 czerwca 2007, 02:14 GMT; s/n ?; miejsce startu: Bajkonur, Kazachstan
Ładunek: TerraSAR-X; Uwagi: start udany
10. 28 czerwca 2007, 15:02 GMT; s/n ?; miejsce startu: Dombarowskij, Rosja
Ładunek: Genesis II; Uwagi: start udany
11. 29 sierpnia 2008, 07:15:53,783 GMT; s/n ?; miejsce startu: Bajkonur, Kazachstan
Ładunek: RapidEye-1, -2, -3, -4, -5; Uwagi: start udany
12. 1 października 2008, 06:37:21 GMT; s/n ?; miejsce startu: Dombarowskij, Rosja
Ładunek: THEOS; Uwagi: start udany
13. 29 lipca 2009, 18:46:29 GMT; s/n ?; miejsce startu: Bajkonur, Kazachstan
Ładunek: Deimos-1, DubaiSat-1, UK DMC-2, NanoSat-1B, AprizeSat-3, AprizeSat-4; Uwagi: start udany
14. 8 kwietnia 2010, 13:57 GMT; s/n ?; miejsce startu: Bajkonur, Kazachstan
Ładunek: CryoSat-2; Uwagi: start udany
15. 15 czerwca 2010, 14:42 GMT; s/n ?; miejsce startu: Dombarowskij, Rosja
Ładunek: Prisma, Picard, BPA-1; Uwagi: start udany
16. 21 czerwca 2010, 02:14 GMT; s/n ?; miejsce startu: Bajkonur, Kazachstan
Ładunek: TanDEM-X; Uwagi: start udany
17. 17 sierpnia 2011, 07:12:20 GMT; s/n ?; miejsce startu: Dombarowskij, Rosja
Ładunek: Sicz-2, NigeriaSat-2, NX, Rasat, EduSat, AprizeSat-5, AprizeSat-6, BPA-2; Uwagi: start udany
18. 22 sierpnia 2013, 14:39:20 GMT; s/n ?; miejsce startu: Dombarowskij, Rosja
Ładunek: Arirang-5; Uwagi: start udany
19. 21 listopada 2013, 07:10 GMT; s/n ?; miejsce startu: Dombarowskij (LC-370), Rosja
Ładunek: DubaiSat-2, STSAT-3, SkySat 1, WNISAT-1, BRITE-PL "Lem", AprizeSat-7, AprizeSat-8, UniSat-5, Delfi-n3xt, Dove 3, Dove 4, Triton 1, KHUSat-1, KHUSat-2, CubeBug 2, GOMX-1, NEE-02 Krysaor, FUNCube-1, HiNCube, ZACube, ICube-1, HumSat-D, PUCPSat-1, Pocket-PUCP, UWE-3, BeakerSat 1, QubeScout 1, WREN, $50Sat, First-MOVE, Velox-P2, OPTOS, BPA-3; Uwagi: start udany
20. 19 czerwca 2014, 19:11:11 GMT; s/n ?; miejsce startu: Dombarowskij (LC-370), Rosja
Ładunek: KazEOSat-2, Hodoyoshi-4, Unisat-6, Deimos-2, Tita, Hodoyoshi-3, Saudisat 4, TabletSat-Aurora, AprizeSat-9, AprizeSat-10, BRITE-Toronto, Duchifat-1, PACE, Flock 1c-10, NanoSatC-Br 1, QB50P1, Flock 1c-7, Flock 1c-1, POPSAT-HIP1, Flock 1c-2, DTUSat-2, Flock 1c-4, QB50P2, Flock 1c-11, ANTELSAT, Flock 1c-9, Flock 1c-6, Perseus-M 2, Flock 1c-5, Perseus-M 1, Flock 1c-8, Flock 1c-3, PolyITAN 1, Tigris, Lemur-1, Aerocube 6A, Aerocube 6B, BRITE-Montreal; Uwagi: start udany
21. 6 listopada 2014, 07:35:55 GMT; s/n ?; miejsce startu: Dombarowskij (LC-370), Rosja
Ładunek: ASNARO-1, Hodoyoshi-1, Kinshachi 1, Tsukushi, Tsubame; Uwagi: start udany
22. 25 marca 2015, 22:08:53 GMT; s/n ?; miejsce startu: Dombarowskij (LC-370), Rosja
Ładunek: Arirang-3A; Uwagi: start udany